# نادي شركة تايوان للطاقة
نادي شركة طاقة تايوان (بالصينية: 台灣電力公司足球隊)، غالباً ما يختصر الطاقة التايواني هو نادي كرة قدم تايواني يقع مقره في مدينة كاوهسيونغ. تأسس النادي في عام 1979 وهو تابع لشركة تايوان للطاقة. يعتبر أكثر الفرق الناجحة في تايوان حيث فاز 14 مرة بالدوري، ولا سيما في 10 مواسم متتالية من 1994 إلى 2004. أصبح أول نادي تايواني يفوز ببطولة آسيوية كبيرة عندما حاز على لقب كأس رئيس الاتحاد الآسيوي 2011 على ملعبه البيتي.

## وصلات خارجية
- شرة تايوان للطاقة على موقع الاتحاد الآسيوي لكرة القدم